# XIV Premis de la Música Aragonesa
La catorzena edició dels Premis de la Música Aragonesa van ser celebrats al Teatre Principal de la ciutat de Saragossa el 18 de febrer de 2013. Van ser organitzats pel col·lectiu Aragón Musical amb el patrocinament de l'Ajuntament de Saragossa i de les empreses Covah i La Zaragozana. També hi van col·laborar Rosa Clará, el Grupo Zaragozano de Papiroflexia, Mondosonoro, Vanagod, Gustaff Room, Totoci, Café Continuo, Xtrared y Delagua. La gala va ser presentada per Virginia Martínez i va comptar amb les actuacions de Loquillo-Gabriel Sopeña i Gavy Sander's.

## Premis[1][2][3][4]

### Premi Global de la Música Aragonesa
| Autor/a  | Resultat  |
| -------- | --------- |
| Loquillo | Guanyador |

### Premi Especial a una Trajectòria
| Autor/a       | Resultat  |
| ------------- | --------- |
| Gavy Sander’s | Guanyador |

### Millor Grup
| Grup              | Resultat  |
| ----------------- | --------- |
| Cube              | Nominat   |
| RedRum            | Nominat   |
| Tako              | Nominat   |
| The Faith Keepers | Guanyador |

### Millor Solista
| Músic             | Resultat  |
| ----------------- | --------- |
| Aer               | Nominada  |
| Enriqueix Bunbury | Nominat   |
| David Sancho      | Nominat   |
| Lírico            | Guanyador |

### Millor Àlbum
| Àlbum                 | Autor             | Resultat  |
| --------------------- | ----------------- | --------- |
| A la deriva           | Interlude         | Nominat   |
| De Vito               | De Vito           | Nominat   |
| Leap of Faith         | The Faith Keepers | Guanyador |
| Un antes y un después | Líric             | Nominat   |

### Millor Cançó o Tema Musical
| Tema                  | Autor             | Resultat  |
| --------------------- | ----------------- | --------- |
| Canción para Dimitris | Joaquín Carbonell | Nominat   |
| Coche                 | Aer               | Nominat   |
| El Alma Atada         | Tako              | Guanyador |
| A fuego lento         | Lírico            | Nominat   |

### Millor Directe
| Grup              | Resultat  |
| ----------------- | --------- |
| Amaral            | Nominat   |
| Dadá              | Nominat   |
| Después de Todo   | Nominat   |
| The Faith Keepers | Guanyador |

| Àlbum                     | Autor       | Resultat  |
| ------------------------- | ----------- | --------- |
| Envasado en hechos reales | Guisante    | Nominato  |
| Iluminando los Colores    | Mister Hyde | Nominato  |
| Origen                    | Cube        | Nominato  |
| Recuerdos de futuro       | Aer         | Guanyador |

### Millor EP
| Àlbum                        | Autor                           | Resultat  |
| ---------------------------- | ------------------------------- | --------- |
| Canciones con(de) Coraz(i)ón | Stabilito & The Space Oddithree | Nominat   |
| Pecker y Manso               | Interludio                      | Nominat   |
| La Revolución de Terciopelo  | Crisálida                       | Guanyador |
| Try                          | The Bärds                       | Nominat   |

### Major Projecció
| Grup        | Resultat  |
| ----------- | --------- |
| Amorica     | Nominat   |
| Esparatrapo | Nominat   |
| Mercury Rex | Nominat   |
| Ticket      | Guanyador |

### Millor Cançó en Llengua Minoritària Aragonesa
| Cançó                       | Autor          | Llengua  | Resultat  |
| --------------------------- | -------------- | -------- | --------- |
| A mía Tierra                | Jesús Viñas    | aragonès | Nominat   |
| Mosica, Parola Y Movimiento | Prau           | aragonès | Nominat   |
| Olivera d'Aragó             | Ángel Villalba | català   | Nominat   |
| Os Pietz en a Tierra        | Prau           | aragonès | Guanyador |

### Millor Producció
| Cançó                        | Autor    | Productor           | Resultat  |
| ---------------------------- | -------- | ------------------- | --------- |
| Envasado en hechos reales    | Guisante | Rafel Domínguez     | Guanyador |
| Las Campanas de la Vergüenza | Tako     | Daniel Alcover      | Nominat   |
| Origen                       | Cube     | Jorge Escobedo      | Nominat   |
| Un antes y un después        | Lírico   | Lírico i R de Rumba | Nominat   |

### Millor Programació
| Col·lectiu   | Resultat  |
| ------------ | --------- |
| Avv Arrebato | Nominat   |
| El Veintiuno | Nominat   |
| Pirineos Sur | Guanyador |
| Sala López   | Nominat   |

### Millor Portada
| Portada                   | Grup               | Autor/es       | Resultat  |
| ------------------------- | ------------------ | -------------- | --------- |
| Envasado en Hechos Reales | Guisante           | Münster Studio | Nominat   |
| Iluminando los Colores    | Mister Hyde        | Gustaff Choos  | Guanyador |
| Leap of Faith             | The Faith Keepers  | Raúl Mest      | Nominat   |
| Zona Hostil               | Urban Contack Clan | Isaac Mahow    | Nominat   |

### Millor Audiovisual
| Audiovisual                   | Grup            | Autor/es            | Resultat  |
| ----------------------------- | --------------- | ------------------- | --------- |
| Licenciado Cantinas           | Enrique Bunbury | Alexis Morante      | Nominat   |
| Hoy es el principio del final | Amaral          | Alberto Van Stokkum | Nominat   |
| Subiendo los Colores          | Limnopolar      | Iván Castell        | Guanyador |
| Tanto te dirán                | Aer             | Beatriz Abad        | Nominat   |

### Millor DJ
| Grup       | Resultat  |
| ---------- | --------- |
| DJ Pendejo | Nominat   |
| DJ Potas   | Guanyador |
| R de Rumba | Nominat   |
| Simon Zico | Nominat   |

### Millor Suport Mediàtic
| Mitjà        | Tipus               | Resultat  |
| ------------ | ------------------- | --------- |
| Mondosonoro  | Revista             | Guanyador |
| Pablo Ferrer | Periodista          | Nominat   |
| Periferias   | Festival d'Osca     | Nominat   |
| ZTV          | Cadena de televisió | Nominat   |

### Millor Pàgina Web
| Pàgina                  | Resultat  |
| ----------------------- | --------- |
| Aragón Metal            | Nominat   |
| Aragón También Tene Sed | Guanyador |
| Capitán Lillo           | Nominat   |
| Zaragoza Conciertos     | Nominat   |